# روجر ألين (كاتب)
روجر ألين (بالإنجليزية: Roger MacBride Allen) (و. 1957  م) هو كاتب، وروائي، وكاتب خيال علمي أمريكي، ولد في بريدجبورت، كونيتيكت.

## التعليم
تعلم في جامعة بوسطن
.